# Planchonella dies-reginae
Planchonella dies-reginae är en tvåhjärtbladig växtart som beskrevs av Pieter van Royen. Planchonella dies-reginae ingår i släktet Planchonella och familjen Sapotaceae. Inga underarter finns listade i Catalogue of Life.